# 戈亚斯州坎普林普
戈亚斯州坎普林普（葡萄牙語：Campo Limpo de Goiás）是巴西戈亚斯州的一个市镇。总面积156.202平方公里，总人口5277人，人口密度33.8人/平方公里。